# On the Rio Grande
On the Rio Grande est un film muet américain réalisé par Otis Turner et sorti en 1914.

## Fiche technique
- Réalisation : Otis Turner
- Date de sortie : États-Unis : 5 juillet 1914

## Distribution
- Herbert Rawlinson
- Ann Little
- William Worthington
- Frank Lloyd : Pedro